# Harald Marg
Harald Marg (* 26. September 1954 in Magdeburg) ist ein ehemaliger deutscher Kanute, der für die DDR 1980 Olympiasieger wurde.
Marg, der für den SC Magdeburg antrat, gewann von 1973 bis 1983 bei Weltmeisterschaften sechs Goldmedaillen sowie fünf Silbermedaillen und zwei Bronzemedaillen, zumeist im Vierer-Kajak. Bereits 1971 hatte er im Vierer bei der Spartakiade gewonnen. 1978 und 1979 gewann er auf beiden Distanzen den Weltmeistertitel. Der DDR-Vierer auf der 1000-Meter-Distanz blieb in der gleichen Besetzung bei den DDR-Meisterschaften 1978, 1979 und 1980, zwei Weltmeisterschaften und den Olympischen Spielen 1980 in Moskau ungeschlagen.

## Internationale Medaillen

### Olympische Spiele
- 1980: Gold Vierer-Kajak 1000 Meter (Rüdiger Helm, Bernd Olbricht, Harald Marg, Bernd Duvigneau)

### Weltmeisterschaften
- 1973: Bronze Vierer-Kajak 1000 Meter (Norbert Paschke, Peter Korsch, Jürgen Lehnert, Harald Marg)
- 1975: Silber Zweier-Kajak 500 Meter (Herbert Laabs, Harald Marg)
- 1975: Silber Vierer-Kajak 1000 Meter (Herbert Laabs, Gerhard Rummel, Rüdiger Helm, Harald Marg)
- 1978: Gold Vierer-Kajak 500 Meter (Frank-Peter Bischof, Bernd Duvigneau, Roland Graupner, Harald Marg)
- 1978: Gold Vierer-Kajak 1000 Meter (Bernd Olbricht, Bernd Duvigneau, Rüdiger Helm, Harald Marg)
- 1979: Gold Vierer-Kajak 500 Meter (Bernd Duvigneau, Harald Marg, Jürgen Dittrich, Roland Graupner)
- 1979: Gold Vierer-Kajak 1000 Meter (Bernd Duvigneau, Harald Marg, Rüdiger Helm, Bernd Olbricht)
- 1981: Bronze Vierer-Kajak 500 Meter (Frank-Peter Bischof, André Wohllebe, Rüdiger Helm, Harald Marg)
- 1981: Gold Vierer-Kajak 1000 Meter (Rüdiger Helm, Frank-Peter Bischof, Peter Hempel, Harald Marg)
- 1982: Silber Vierer-Kajak 500 Meter (Frank-Peter Bischof, Frank Fischer, Rüdiger Helm, Harald Marg)
- 1982: Silber Vierer-Kajak 1000 Meter (Frank-Peter Bischof, Peter Hempel, Rüdiger Helm, Harald Marg)
- 1983: Gold Vierer-Kajak 500 Meter (Andreas Stähle, Peter Hempel, Harald Marg, Rüdiger Helm)
- 1983: Silber Vierer-Kajak 1000 Meter (Andreas Stähle, Peter Hempel, Rüdiger Helm, Harald Marg)

## Auszeichnungen
- 1980 – Vaterländischer Verdienstorden in Silber[1]